# Fritz Bauer, un héros allemand
Pour plus de détails, voir Fiche technique et Distribution.
Fritz Bauer, un héros allemand (Der Staat gegen Fritz Bauer) est un film dramatique allemand réalisé par Lars Kraume, sorti en 2015.

## Synopsis
Le chauffeur de Fritz Bauer retrouve son patron sans connaissance dans sa baignoire. 
Le film nous raconte l'histoire vraie d'un procureur allemand de confession juive qui a poursuivi les criminels nazis et favorisé la capture d'Adolf Eichmann.
Il dépeint aussi la répression de la prostitution homosexuelle en Allemagne, dans les années 50 et 60 en vertu du paragraphe 175 du Code pénal allemand, paragraphe rédigé par le régime nazi pour réprimer l'homosexualité et qui ne fut pas aboli au lendemain de la seconde guerre mondiale.

## Fiche technique
- Titre : Fritz Bauer, un héros allemand
- Titre original : Der Staat gegen Fritz Bauer
- Réalisation : Lars Kraume
- Scénario : Lars Kraume et Olivier Guez
- Musique : Julian Maas et Christoph Kaiser
- Montage : Barbara Gies
- Photographie : Jens Harant
- Costumes : Esther Walz
- Décors : Cora Pratz
- Producteur : Thomas Kufus
  - Coproducteur : Christoph Friedel, Barabra Buhl, Jörg Himstedt et Georg Steinert
- Production : Zero One Film
  - Coproduction : Westdeutscher Rundfunk, Arte Deutschland TV GmbH, Hessischer Rundfunk et Terz Film
- Distribution : ARP Sélection
- Pays d'origine :  Allemagne
- Durée : 106 minutes
- Genre : Drame
- Dates de sortie :
  -  Suisse : 7 août 2015 (Festival international du film de Locarno)
  -  Allemagne : 1er octobre 2015
  -  France  -  Belgique : 13 avril 2016

## Distribution
- Burghart Klaussner : Fritz Bauer
- Ronald Zehrfeld : Karl Angermann
- Lilith Stangenberg : Victoria
- Jorg Schuttauf : Paul Gebhardt
- Sebastian Blomberg : Ulrich Kreidler
- Michael Schenk : Adolf Eichmann
- Rüdiger Klink : Heinz Mahler
- Laura Tonke : Fräulein Schütt
- Götz Schubert : Georg August Zinn
- Paulus Manker : Friedrich Morlach
- Robert Atzorn : le père de Charlotte
- Dani Levy : Chaim Cohn
- Tilo Werner : Isser Harel